# Peter George Peterson
Pour les articles homonymes, voir Peterson.
Peter George Peterson, né Petropoulos le 5 juin 1926 à Kearney (Nebraska) et mort le 20 mars 2018 à New York, est un homme d'affaires, financier, philanthrope, auteur et homme politique américain.
Membre du Parti républicain, il est secrétaire au Commerce entre 1972 et 1973 dans l'administration du président Richard Nixon.

## Biographie

### Carrière dans les affaires
Avant de servir comme secrétaire au Commerce, Peter George Peterson est chairman et CEO de Bell & Howell de 1963 à 1971. De 1973 à 1984, il est chairman et CEO de Lehman Brothers. En 1985, il co-founde la firme de private equity, le Blackstone Group qui devient publique en 2007. Il est chairman du Council on Foreign Relations jusqu'à sa retraite en 2007, après avoir été nommé chairman émérite. En 2008, il est classé 149e parmi les « Forbes 400 Richest Americans » avec une fortune de 2,8 milliards $.
En 2012, Peter George Peterson est désigné comme le milliardaire le plus influent parmi les hommes politiques américains

### Mort
Peter George Peterson meurt chez lui à Manhattan le 20 mars 2018 à l'âge de 91 ans.

## Publications
- (en) Facing Up: How to Rescue the Economy from Crushing Debt and Restore the American Dream, Simon & Schuster,  1re édition (1993).  (ISBN 978-0-671-79642-6)
- (en) Will America Grow up Before it Grows Old: How the Coming Social Security Crisis Threatens You, Your Family and Your Country, Random House 1re édition (1996).  (ISBN 978-0-679-45256-0)
- (en) Gray Dawn: How the Coming Age Wave Will Transform America—and the World, Three Rivers Press (2000).  (ISBN 978-0-8129-9069-0)
- (en) On Borrowed Time: How the Growth in Entitlement Spending Threatens America's Future avec  Neil Howe, Transaction Publishers (2004).  (ISBN 978-0-7658-0575-1)
- (en) Running on Empty: How the Democratic and Republican Parties Are Bankrupting Our Future and What Americans Can Do About It, Picador (2005).  (ISBN 978-0-312-42462-6)
- (en) The Education of an American Dreamer: How a Son of Greek Immigrants Learned His Way from a Nebraska Diner to Washington, Wall Street, and Beyond, Twelve (2009).  (ISBN 978-0-446-55603-3)

### Articles
- (en) Articles publiés dans Foreign Affairs, 1994–2000
- (en) « Old habits must change », The Banker, 3 janvier 2005
- (en) « You Can't Take It with You », Newsweek, 7 avril 2008
- (en) « Why I’m Giving Away $1 Billion », Newsweek, 30 mai 2009